# Altenwalde
Altenwalde (Platduits:  Olenwoold) is een stadsdeel en voormalige gemeente in de Duitse deelstaat Nedersaksen. Het maakt sinds 1972 deel uit van de gemeente Cuxhaven. Altenwalde is één van de vier stadsdelen van Cuxhaven met de status Ortschaft en met een eigen Ortsteilrat (stadsdeelraad). Het stadsdeel omvat tevens (van oost naar west; ten zuiden van het hoofddorp) de dorpen Gudendorf, Franzenburg en Oxstedt. Altenwalde ligt ten zuiden van Cuxhaven zelf, enigszins in het binnenland.
Het dorp ligt aan het noordeinde van een lage, ten dele beboste, heuvelrug, die een eindmorene uit de beide laatste ijstijden is, en geologisch en landschappelijk wat op de Hondsrug in de Nederlandse provincie Drenthe lijkt. Deze heuvelrug heet Hohe Lieth of Wurster Heide en strekt zich zuidwaarts uit tot bij Sievern, dat niet ver van Bremerhaven ligt.

## Geschiedenis
Altenwalde wordt als Wolde voor het eerst vermeld in een oorkonde uit 1282. Saksische stammen hadden er in de vroege Middeleeuwen een  grafveld. Op deze locatie, die tegenwoordig Altenwalder Höhe wordt genoemd, werd ten tijde van Karel de Grote een ringwal met vermoedelijk een door Sint Willehad gestichte kapel en een houten kasteel, omvang: 60 x 90 meter, gebouwd; het kasteel bestond tot 1644. Rond deze walburcht ontstond een niet onbelangrijk dorp met de naam Wolde. Tot 1334 bevond zich hier een invloedrijk klooster. Reeds in 1487 had Oldenwolde een dorpsschool. Van 1698 tot aan de voor de plaats rampzalige Kerstvloed van 1717 had Altenwalde marktrecht, mogelijkerwijs zelfs stadsrechten. In 1791 verrees de huidige (evangelisch-lutherse) dorpskerk, de in de stijl van het classicisme gebouwde Kruiskerk.  In de 19e eeuw nam de plaats weer in betekenis toe door aansluiting op het verharde wegennet. Na de Tweede Wereldoorlog volgde nieuwbouw van een woonwijk voor Heimatvertriebene en andere vluchtelingen, die hier gehuisvest werden.
Vanaf 1892 waren op de heide bij Altenwalde militairen gestationeerd. De Wehrmacht had er in de nazi-periode o.a. luchtafweergeschut gestationeerd, en na de Tweede Wereldoorlog de Britse bezettingstroepen, en van 1958 af de Bundeswehr eveneens. De zeer uitgestrekte kazerne staat anno 2023 leeg; overwegingen, om er asielzoekers of vluchtelingen in onder te brengen, zijn tot dusver (2023) steeds op allerlei financiële en praktische bezwaren gestuit.

## Bezienswaardigheden, toerisme

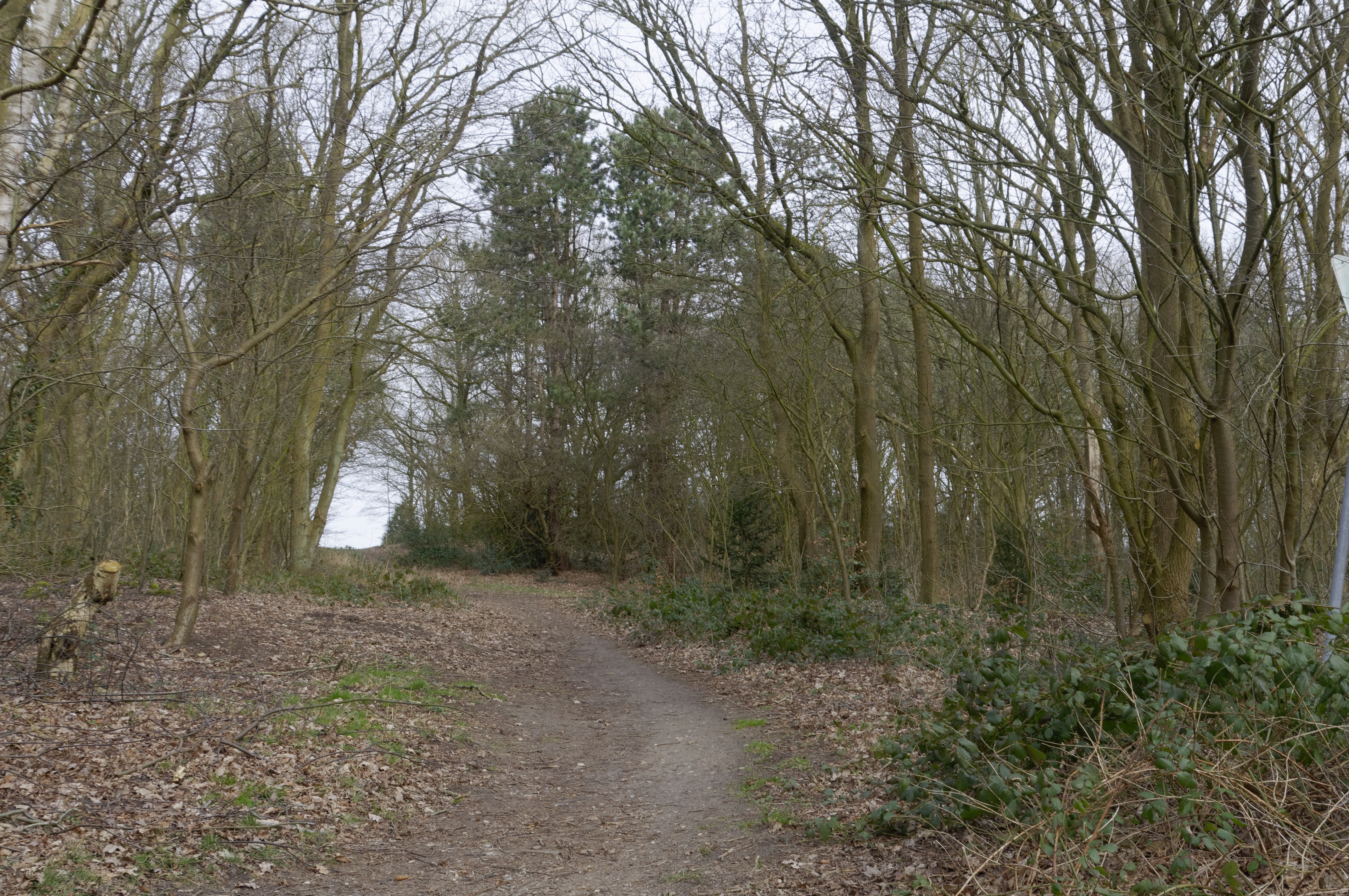
Altenwalder Höhe
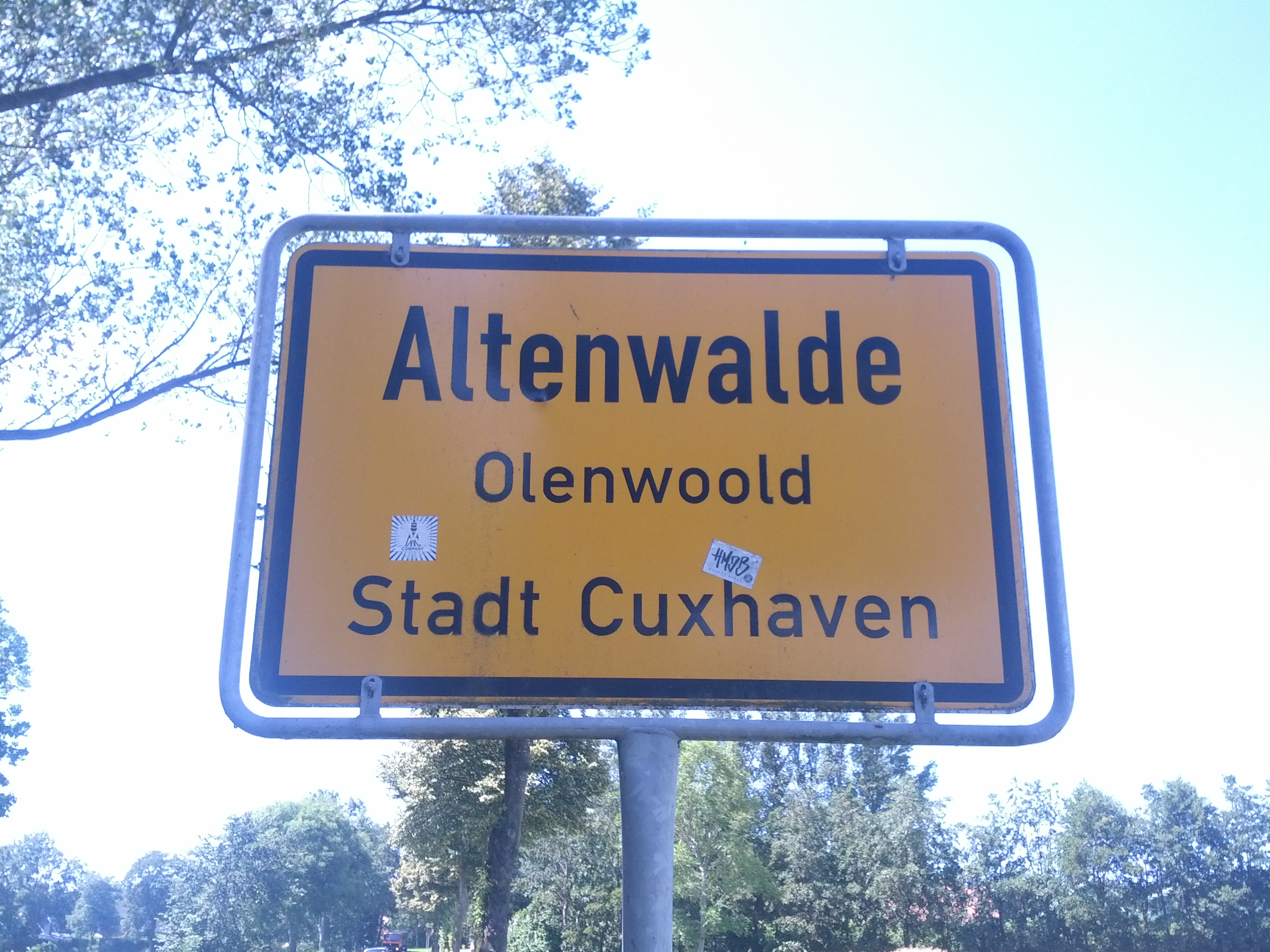
Tweetalig plaatsnaambord
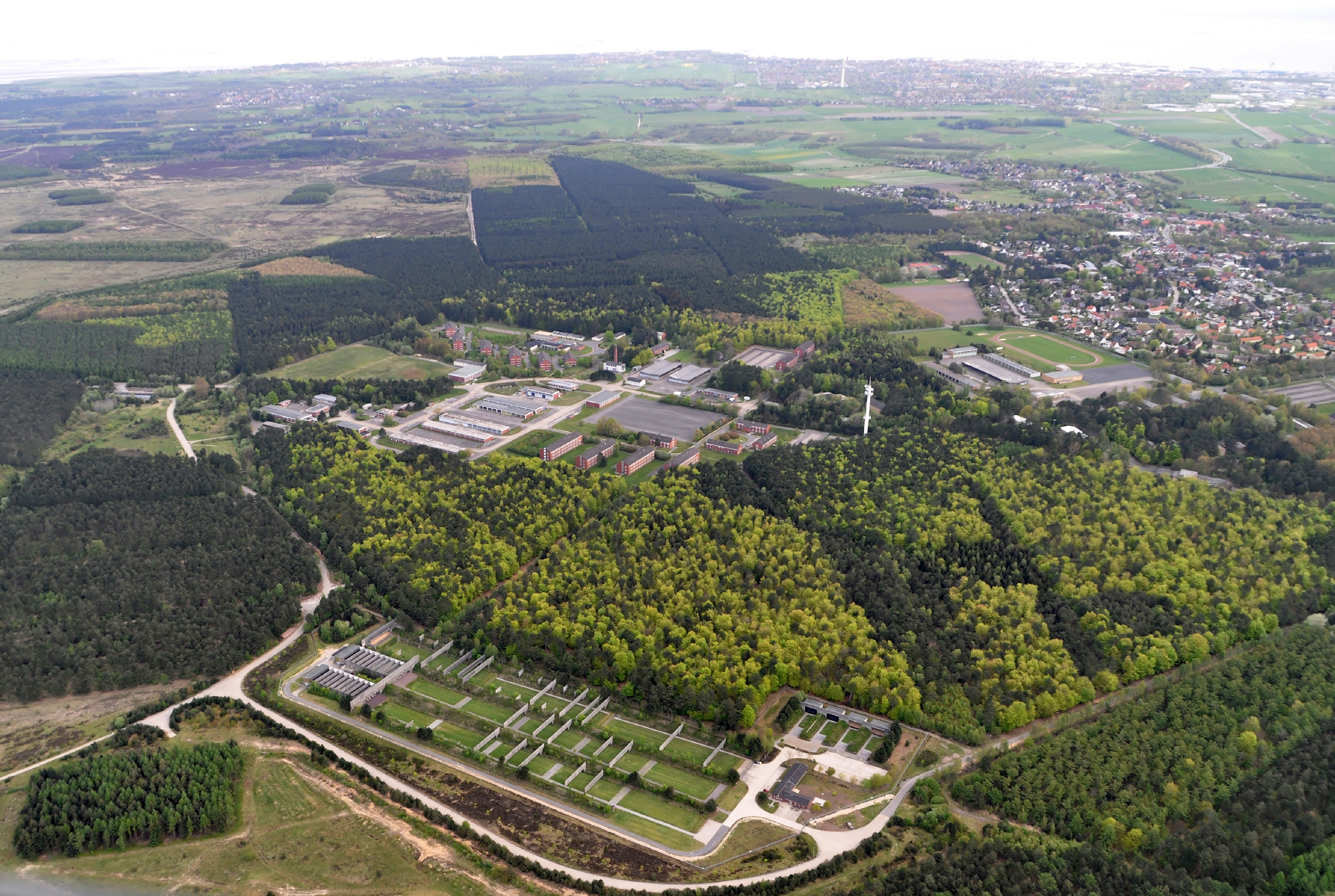
Voormalige kazerne (1958-2014)
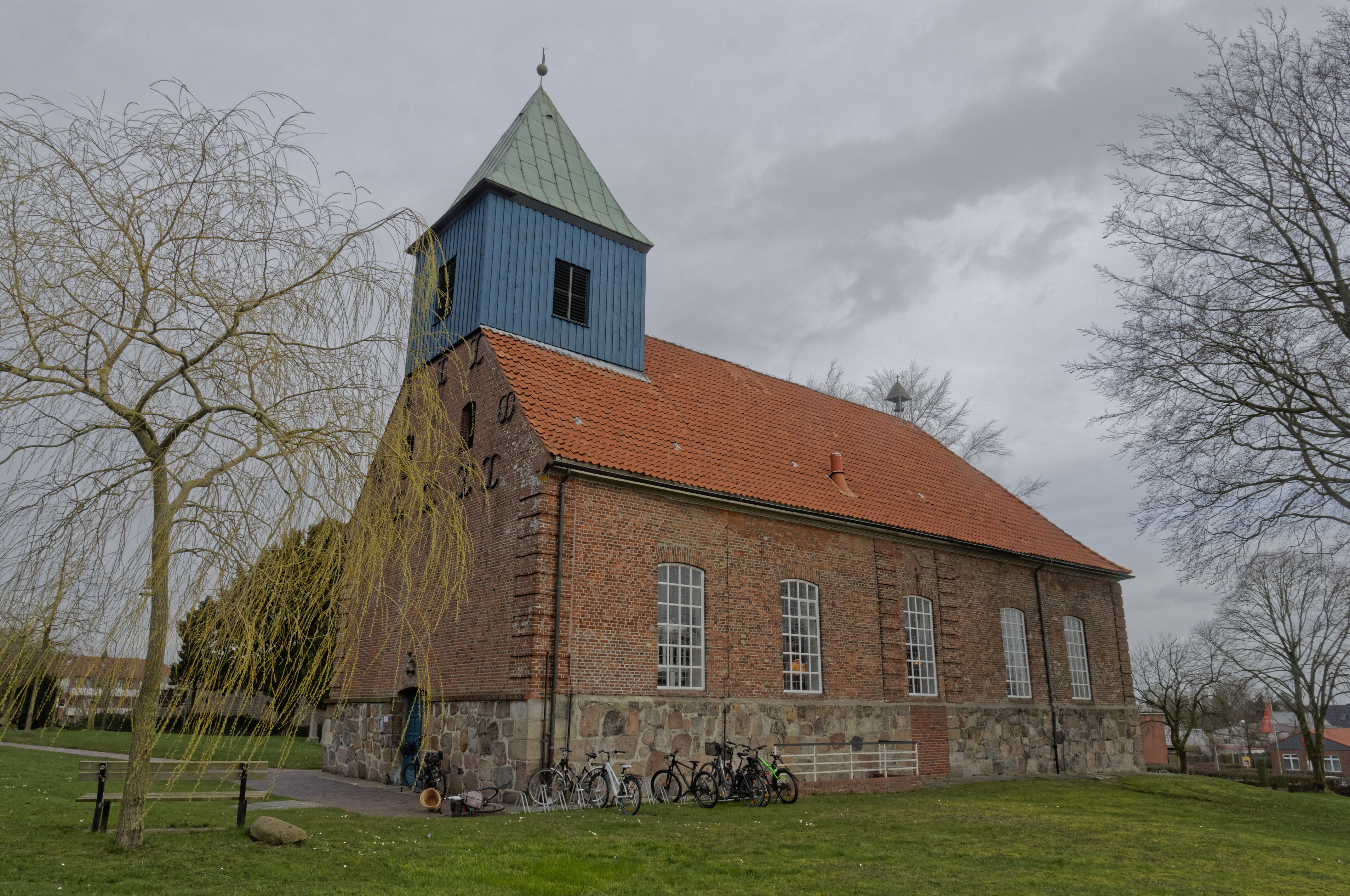
De Kruiskerk
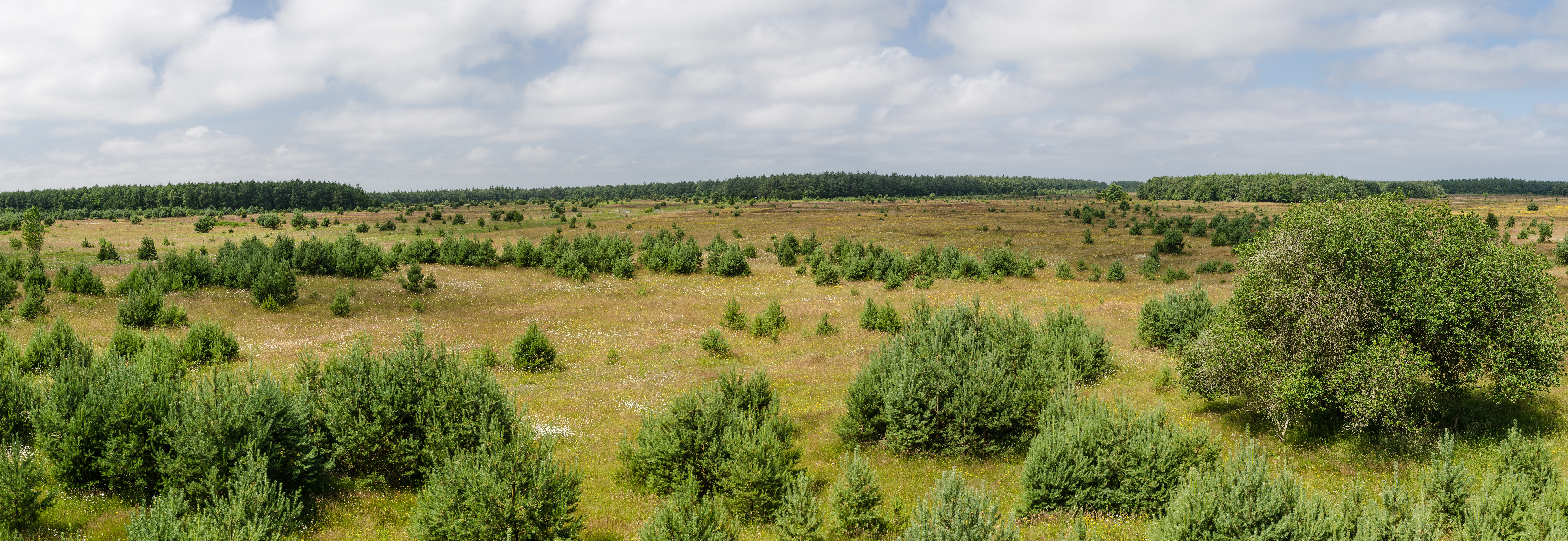
Natuurreservaat Cuxhavener Küstenheiden bij Altenwalde

In de bossen en heidegebieden rondom het dorp , die gedeeltelijk de status van natuurreservaat hebben, is het goed wandelen.
- Gemeinsame Normdatei: 4197212-0
- Virtual International Authority File: 240390945
- WorldCat: E39PBJbxxJj43XKc9vHtFX9v73